# Lance Stephenson
Pour les articles homonymes, voir Lance et Stephenson.
Lance Stephenson, Jr., né le 5 septembre 1990 à Brooklyn dans l'État de New York (États-Unis), est un joueur américain de basket-ball. Il évolue aux postes d'arrière et d'ailier. Il mesure 1,95 m.

## Biographie

### Carrière universitaire
Il joue une seule saison dans l'équipe universitaire des Bearcats de Cincinnati. Le 7 avril 2010, il annonce qu'il se présente à la draft 2010 de la NBA.

### Carrière professionnelle

#### Pacers de l'Indiana (2010-2014)

##### Saison 2010-2011
Il est sélectionné en 40e position par les Pacers de l'Indiana. Pour son premier match lors de la Summer League d'Orlando 2010, il marque 21 points, prend quatre rebonds et distribue trois passes décisives lors de la victoire 88 à 77 contre le Magic d'Orlando. Le 22 juillet 2010, Stephenson signe un contrat de plusieurs années avec les Pacers.
Le 27 février 2011, Stephenson fait ses débuts en NBA avec les Pacers contre les Suns de Phoenix ; il joue quatre minutes et marque deux points, distribue deux passes décisives, prend un rebond et perd une balle. À la fin de la saison, les Pacers ne font plus jouer Stephenson en raison de problèmes d'immaturité.

##### Saison 2011-2012
Le 25 avril 2012, Stephenson est titularisé pour la première fois de sa carrière avec les Pacers et marque 22 points contre les Bulls de Chicago.

##### Saison 2012-2013
Durant la saison 2012/2013, Stephenson devient un titulaire régulier pour les Pacers en raison de la blessure de Danny Granger.
Le 18 mai 2013, lors du match 6 de la demi-finale de la conférence Est contre les Knicks de New York, Stephenson bat son record de points en carrière avec 25 points auxquels il ajoute 10 rebonds, trois passes décisives pour aider les Pacers à battre les Knicks et avancer en finale de conférence contre le Heat de Miami.

##### Saison 2013-2014
Le 11 novembre 2013, contre les Grizzlies de Memphis, Stephenson réalise son premier triple-double en carrière avec 13 points, 11 rebonds et 12 passes décisives.
Le 22 novembre 2013, lors de la victoire contre les Celtics de Boston, Stephenson réalise son second triple-double avec 10 points, 11 rebonds et 10 passes décisives. Avec cette victoire, les Pacers ont un bilan de 11 victoires et une défaite, le meilleur début de saison dans l'histoire de la franchise.
Le 22 décembre 2013, lors de la victoire contre les Celtics de Boston, Stephenson réalise son troisième triple-double avec 12 points, 10 rebonds et 10 passes décisives.
Le 16 janvier 2014, Stephenson bat son record de points en carrière avec 28 unités contre les Knicks.
Stephenson termine la saison avec cinq triple-double et finit deuxième dans les votes pour le titre de NBA Most Improved Player derrière le meneur des Suns de Phoenix Goran Dragić.
Il participe aux playoffs 2014 avec les Pacers en ayant terminé la saison à la première place de la conférence Est mais ils s'inclinent en finale de conférence contre le Heat de Miami pour la deuxième année consécutive. Stephenson a attiré les critiques de la presse et de son président Larry Bird pour son trash-talking et ses tentatives de perturber l'adversaire comme souffler dans l'oreille du joueur du Heat LeBron James, avec ses actions non professionnelles. Toutefois, avec Stephenson qui devient unrestricted free agent, Bird déclare "Je veux le voir revenir. On ne veut pas laisser partir un tel talent comme ça si on peut l'aider" mais il ajoute "Nous lui avons fait une offre et nous ne reviendrons pas dessus". Les Pacers lui proposent un contrat de 44 millions de dollars sur cinq ans mais Stephenson choisit de tester le marché, estimant qu'il valait plus.

#### Hornets de Charlotte (2014-2015)
Le 18 juillet 2014, Stephenson signe un contrat de 27 millions de dollars sur trois ans avec les Hornets de Charlotte. Le 29 octobre 2014, il fait ses débuts avec les Hornets lors du match d'ouverture de la saison 2014/2015 contre les Bucks de Milwaukee ; en 40 minutes de jeu, il termine avec sept points, treize rebonds et huit passes décisives et son équipe remporte le match 108 à 106 après prolongation.
Le 7 novembre, alors qu'il a une moyenne inférieure à sept points par match avant d'affronter les Hawks d'Atlanta, Stephenson fait gagner les Hornets 122 à 119 après deux prolongations sur un panier à trois points au buzzer ; il réalise son premier double-double avec les Hornets avec 17 points et 13 rebonds.
Le 14 janvier 2015, Stephenson fait son retour sur les parquets après avoir manqué 14 rencontres en raison d'une entorse à la cheville et marque huit points en 19 minutes contre les Spurs de San Antonio.
À la fin de la saison, il devient le plus mauvais tireur à trois points sur une saison parmi les joueurs ayant cent tentatives ou plus, avec 17,1 % à 18 réussites sur 105 tentatives.

#### Clippers de Los Angeles (2015-fév.2016)
Le 16 juin 2015, il est transféré aux Clippers de Los Angeles en échange de Matt Barnes et de Spencer Hawes. Le 28 octobre 2015, il fait ses débuts avec les Clippers lors du match d'ouverture de la saison 2015/2016 et marque 7 points en étant titulaire lors de la victoire 111 à 104 contre les Kings de Sacramento. Le 2 décembre, il réalise son meilleur match de la saison en marquant 19 points mais ne peut empêcher la défaite contre son ancienne équipe des Pacers de l'Indiana.

#### Grizzlies de Memphis (fév.-juin 2016)
Le 18 février 2016, Stephenson est transféré, avec un futur premier tour de draft aux Grizzlies de Memphis contre Jeff Green. Trois jours plus tard, il fait ses débuts avec les Grizzlies, match qu'il termine avec seize points, trois rebonds, deux passes décisives et une interception en 22 minutes de jeu en étant remplaçant lors de la défaite 98 à 85 chez les Raptors de Toronto. Le 11 mars, il bat son record de points en carrière avec 33 unités lors de la victoire 121 à 114 contre les Pelicans de La Nouvelle-Orléans après une prolongation. Le 27 juin 2016, les Grizzlies déclinent leur option d'équipe sur le contrat de Stephenson et laissent libre le joueur.

#### Pelicans de La Nouvelle-Orléans (sept.-nov. 2016)
Le 29 août 2016, il est testé par les Pelicans de La Nouvelle-Orléans. Le 14 septembre 2016, Stephenson signe avec les Pelicans. Le 4 novembre, il souffre d'une blessure à l'aine et doit manquer six à dix semaines de compétition, les Pelicans décident de se séparer de Stephenson le 7 novembre.

#### Timberwolves du Minnesota (fév.-mars 2017)
Le 8 février 2017, Stephenson signe un contrat de dix jours avec les Timberwolves du Minnesota. Le 14 février 2017, lors de la défaite chez les Cavaliers de Cleveland, Stephenson souffre d'une entorse à la cheville. Le 8 mars 2017, de retour de blessure, Stephenson signe un second contrat de dix jours avec les Timberwolves. Le 18 mars, les Timberwolves décident de ne pas conserver Stephenson pour le reste de la saison.

#### Pacers de l'Indiana (mars 2017-juillet 2018)
Le 31 mars 2017, il signe aux Pacers où il fait son retour. Le 25 juin 2018, les Pacers n'active pas leur option sur le contrat de Stephenson, ils se séparent pour la seconde fois.

#### Lakers de Los Angeles (2018-2019)
Le 1er juillet 2018, il signe avec les Lakers de Los Angeles.

#### Liaoning Flying Leopards (2019-2020)
Le 1er août 2019, il signe un contrat d'une saison et quatre millions de dollars avec le club chinois des Liaoning Flying Leopards.
Le 18 septembre 2019, il joue son premier match sous les couleurs de son nouveau club. Lors du match, une victoire, il inscrit 31 points, 8 rebonds, 7 passes en trente minutes de jeu.

#### Gold de Grand Rapids (2021)
Lance Stephenson est drafté en octobre 2021 en 13e position par les Gold de Grand Rapids, l'équipe G League affilié aux Nuggets de Denver.

#### Hawks d'Atlanta (2021)
Le 21 décembre 2021, il est annoncé qu'il va signer un contrat de dix jours en faveur des Hawks d'Atlanta.

#### Pacers de l'Indiana (2022)
Le 1er janvier 2022, il est annoncé qu'il revient aux Pacers de l'Indiana via un contrat de dix jours. Les Pacers sont satisfaits du jeu de Stephenson et il obtient un contrat jusqu'à la fin de la saison.

#### Wolves de l'Iowa (depuis 2023)
En décembre 2023, il s'engage en G-League avec les Wolves de l'Iowa, affiliée aux Timberwolves du Minnesota.

## Palmarès

### NBA
- Champion de la Division Centrale en 2013 avec les Pacers de l'Indiana.

### NCAA
- Joueur de l'année de la Big East Conference (2010)
- Big East All-Rookie Team (2010)
- McDonald's All-American (2009)
- First-team Parade All-American (2009)
- Mr. New York Basketball (2009)

## Statistiques

### Universitaires
| Saison    | Équipe     | Matchs | Titul. | Min./m | % Tir | % 3pts | % LF | Rbds/m. | Pass/m. | Int/m. | Ctr/m. | Pts/m. |
| --------- | ---------- | ------ | ------ | ------ | ----- | ------ | ---- | ------- | ------- | ------ | ------ | ------ |
| 2009-2010 | Cincinnati | 34     | 32     | 28,2   | 44,1  | 21,9   | 66,4 | 5,35    | 2,47    | 0,91   | 0,18   | 12,32  |
| Carrière  | Carrière   | 34     | 32     | 28,2   | 44,1  | 21,9   | 66,4 | 5,35    | 2,47    | 0,91   | 0,18   | 12,32  |

### Professionnelles

#### Saison régulière
| Saison    | Équipe              | Matchs | Titul. | Min./m | % Tir | % 3pts | % LF | Rbds/m. | Pass/m. | Int/m. | Ctr/m. | Pts/m. |
| --------- | ------------------- | ------ | ------ | ------ | ----- | ------ | ---- | ------- | ------- | ------ | ------ | ------ |
| 2010-2011 | Indiana             | 12     | 0      | 9,6    | 33,3  | 0,0    | 78,6 | 1,50    | 1,75    | 0,33   | 0,00   | 3,08   |
| 2011-2012 | Indiana             | 42     | 1      | 10,5   | 37,6  | 13,3   | 47,1 | 1,26    | 1,10    | 0,50   | 0,12   | 2,52   |
| 2012-2013 | Indiana             | 78     | 72     | 29,2   | 45,9  | 33,0   | 65,2 | 3,90    | 2,86    | 1,05   | 0,21   | 8,81   |
| 2013-2014 | Indiana             | 78     | 78     | 35,3   | 49,1  | 35,2   | 71,1 | 7,15    | 4,60    | 0,69   | 0,09   | 13,85  |
| 2014-2015 | Charlotte           | 61     | 25     | 25,8   | 37,6  | 17,1   | 62,7 | 4,54    | 3,93    | 0,62   | 0,13   | 8,21   |
| 2015-2016 | LA Clippers         | 43     | 10     | 15,8   | 49,4  | 40,4   | 70,0 | 2,51    | 1,40    | 0,56   | 0,07   | 4,74   |
| 2015-2016 | Memphis             | 26     | 3      | 26,6   | 47,4  | 35,5   | 81,5 | 4,42    | 2,81    | 0,73   | 0,23   | 14,19  |
| 2016-2017 | La Nouvelle-Orléans | 6      | 0      | 27,1   | 47,3  | 10,0   | 62,5 | 3,00    | 4,83    | 0,33   | 0,17   | 9,67   |
| 2016-2017 | Minnesota           | 6      | 0      | 11,2   | 47,6  | 0,0    | 50,0 | 1,67    | 0,83    | 0,00   | 0,00   | 3,50   |
| 2016-2017 | Indiana             | 6      | 0      | 22,0   | 40,9  | 62,5   | 66,7 | 4,00    | 4,17    | 0,50   | 0,33   | 7,17   |
| 2017-2018 | Indiana             | 82     | 7      | 22,6   | 42,7  | 28,9   | 66,1 | 5,17    | 2,87    | 0,56   | 0,21   | 9,23   |
| 2018-2019 | L.A. Lakers         | 68     | 3      | 16,5   | 42,6  | 37,1   | 68,5 | 3,16    | 2,06    | 0,60   | 0,10   | 7,22   |
| 2021-2022 | Atlanta             | 6      | 0      | 11,6   | 38,5  | 0,0    | 50,0 | 2,50    | 1,83    | 0,00   | 0,00   | 1,83   |
| 2021-2022 | Indiana             | 40     | 1      | 18,6   | 45,8  | 31,0   | 79,5 | 2,80    | 3,85    | 0,60   | 0,10   | 9,32   |
| Carrière  | Carrière            | 554    | 200    | 22,9   | 44,5  | 31,4   | 69,4 | 4,06    | 2,93    | 0,64   | 0,14   | 8,55   |

Dernière mise à jour le 11 juin 2022.

#### Playoffs
| Saison   | Équipe   | Matchs | Titul. | Min./m | % Tir | % 3pts | % LF | Rbds/m. | Pass/m. | Int/m. | Ctr/m. | Pts/m. |
| -------- | -------- | ------ | ------ | ------ | ----- | ------ | ---- | ------- | ------- | ------ | ------ | ------ |
| 2012     | Indiana  | 4      | 0      | 3,0    | 22,2  | 50,0   | 50,0 | 0,00    | 0,25    | 0,00   | 0,00   | 1,50   |
| 2013     | Indiana  | 19     | 19     | 35,4   | 40,8  | 28,1   | 62,2 | 7,58    | 3,32    | 1,21   | 0,11   | 9,42   |
| 2014     | Indiana  | 19     | 19     | 37,1   | 45,5  | 35,8   | 71,4 | 6,89    | 4,21    | 0,84   | 0,21   | 13,63  |
| 2016     | Memphis  | 4      | 0      | 23,7   | 52,3  | 40,0   | 80,0 | 1,50    | 1,75    | 0,25   | 0,00   | 13,00  |
| 2017     | Indiana  | 4      | 0      | 26,8   | 50,9  | 38,9   | 75,0 | 5,25    | 2,75    | 0,50   | 0,00   | 16,00  |
| 2018     | Indiana  | 7      | 0      | 21,3   | 46,2  | 30,8   | 55,6 | 2,71    | 2,86    | 0,29   | 0,14   | 10,43  |
| Carrière | Carrière | 57     | 38     | 30,6   | 44,8  | 33,0   | 67,0 | 5,63    | 3,19    | 0,77   | 0,12   | 11,11  |

## Records sur une rencontre en NBA
Les records personnels de Lance Stephenson en NBA sont les suivants, :
| Type de statistique        | Saison régulière | Saison régulière                | Saison régulière | Playoffs | Playoffs                | Playoffs      |
| Type de statistique        | Record           | Adversaire                      | Date             | Record   | Adversaire              | Date          |
| -------------------------- | ---------------- | ------------------------------- | ---------------- | -------- | ----------------------- | ------------- |
| Points                     | 33               | Pelicans de La Nouvelle-Orléans | 11 mars 2016     | 26       | Spurs de San Antonio    | 24 avril 2016 |
| Paniers marqués            | 12               | 2 fois                          | 2 fois           | 11       | Spurs de San Antonio    | 24 avril 2016 |
| Paniers tentés             | 21               | @ Bucks de Milwaukee            | 17 mars 2016     | 19       | Spurs de San Antonio    | 24 avril 2016 |
| Paniers à 3 points réussis | 5                | 3 fois                          | 3 fois           | 4        | Cavaliers de Cleveland  | 23 avril 2017 |
| Paniers à 3 points tentés  | 9                | 2 fois                          | 2 fois           | 9        | Cavaliers de Cleveland  | 23 avril 2017 |
| Lancers francs réussis     | 10               | @ Hawks d'Atlanta               | 8 février 2022   | 7        | Knicks de New York      | 18 mai 2013   |
| Lancers francs tentés      | 12               | 2 fois                          | 2 fois           | 8        | Knicks de New York      | 18 mai 2013   |
| Rebonds offensifs          | 5                | 2 fois                          | 2 fois           | 5        | Hawks d'Atlanta         | 3 mai 2014    |
| Rebonds défensifs          | 14               | 2 fois                          | 2 fois           | 12       | Hawks d'Atlanta         | 1er mai 2013  |
| Rebonds totaux             | 15               | Mavericks de Dallas             | 27 décembre 2017 | 14       | Hawks d'Atlanta         | 3 mai 2014    |
| Passes décisives           | 14               | Jazz de l'Utah                  | 8 janvier 2022   | 8        | 3 fois                  | 3 fois        |
| Interceptions              | 5                | Celtics de Boston               | 6 mars 2013      | 3        | 5 fois                  | 5 fois        |
| Contres                    | 2                | 6 fois                          | 6 fois           | 2        | @ Hawks d'Atlanta       | 26 avril 2014 |
| Balles perdues             | 8                | Wizards de Washington           | 29 novembre 2013 | 6        | @ Wizards de Washington | 11 mai 2014   |
| Minutes jouées             | 47               | Hawks d'Atlanta                 | 7 novembre 2014  | 46       | @ Heat de Miami         | 24 mai 2014   |

- Double-double : 37 (dont 5 en playoffs)
- Triple-double : 5

Dernière mise à jour : 17 août 2022

## Salaires
Les gains de Lance Stephenson en NBA sont les suivants :
| Saison      | Équipe              | Salaire      |
| ----------- | ------------------- | ------------ |
| 2010-2011   | Indiana             | 750 000 $    |
| 2011-2012*  | Indiana             | 810 000 $    |
| 2012-2013   | Indiana             | 870 000 $    |
| 2013-2014   | Indiana             | 1 005 000 $  |
| 2014-2015   | Charlotte           | 9 000 000 $  |
| 2015-2016   | Memphis             | 9 000 000 $  |
| 2016-2017   | La Nouvelle-Orléans | 1 227 286 $  |
| 2016-2017   | Minnesota           | 144 386 $    |
| 2016-2017   | Indiana             | 4 000 000 $  |
| 2017-2018   | Indiana             | 4 180 000 $  |
| 2018-2019   | L.A. Lakers         | 4 449 000 $  |
| Total Gains | Total Gains         | 35 435 672 $ |

Note : * En 2011, le salaire moyen d'un joueur évoluant en NBA est de 5 150 000 $.